# Табебуйя разнолистная
Табебуйя разнолистная (лат. Tabebuia heterophylla) — вид растений рода Табебуйя (Tabebuia) семейства Бигнониевые (Bignoniaceae).

## Ботаническое описание
Кустарник или дерево до 20 м высотой и более, дихотомически разветвлённое, веточки вальковатые, чешуйчатые, покрытые равномерно мелкими, преимущественно беловатыми сидячими (иногда частично почти сидячими) чешуйками. Листья большей частью 3—5-листные, часто с базальными листьями на некоторых веточках 1-листные, редко преимущественно однолистные, листочки сильно различаются по размеру, форме и текстуре, верхние листья чаще более или менее обратнояйцевидные или обратнояйцевидно-эллиптические, боковые обычно эллиптические или продолговато-эллиптические, на верхушке и в основании от тупых до закруглённых, верхушка иногда тупоконечная, но никогда не заострённая, иногда слегка изогнутая; верхушечный листок 1—16 см длиной, 0,4—7,5 см шириной, в основании 0,7—12 см длиной, 0,3—6 см шириной, более или менее кожистый, сверху и снизу плотно чешуйчатый, чешуи все беловатые или с несколькими разбросанными сидячими красноватыми чешуйками, по краю обычно цельный, иногда очень слабо зубчатый; черешочек листа 0,2—5,5 см длиной, основание листочка обычно асимметричное почти сидячее (изредка черешок до 0,5—1 см длины); черешок листа 0,5—8(14) см длиной, покрытый чешуйками, обычно коричневатый или сероватый.
Соцветие — верхушечная метёлка из немногих или нескольких (многих) цветков, часто редуцированная до одного или двух цветков, чешуйчатая. Чашечка неправильная, чашевидная, с 2—3(4) лопастями, 7—12 мм длиной, 5—8 мм шириной, чешуйчатая и с сидячими трихомами, часто при высыхании сероватая. Венчик от лавандового или бледно-пурпурного до почти белого, в зеве в свежем виде жёлтый, потом почти белый, трубчато-воронкообразной формы, 3,5—7 см длиной, 1—2 см шириной у устья трубки; трубка 3—5,5 см длиной, доли венчика 0,8—2 см длиной, снаружи голые, в зеве внутри слегка опушённые, на уровне прикрепления тычинок сильно ворсинчатые, доли венчика более или менее реснитчатые. Тычинки двубратственные, короткие; пыльники находятся в нижней части трубки венчика, теки раздвоенные на конце, 3 мм длиной. Завязь линейная, чешуйчатая, 4 мм длиной, 1 мм шириной, семязачатки в каждом гнезде двурядные; диск кольцевато-пульвинированный, 1—1,5 мм длиной, 2 мм шириной. Плод — узкая цилиндрическая коробочка, к основанию и верхушке утонченная, 7—20 см длиной, 6—10 мм шириной, створки кожистые, неясно продольно ребристые или ребристость совсем отсутствует, густо чешуйчатые, чашечка сохраняется при плодах. Семена тонкие, двукрылые, 7—9 мм длиной, 20—30 мм шириной, прозрачные перепончатые крылья резко отграничены от семени.

## Распространение и экология
Естественный ареал этого вида охватывает только острова Карибского бассейна (Вест-Индию). В природе этот кустарник или дерево, произрастающее в основном во влажных тропических биомах. Чрезвычайно широко распространен и часто очень обычен от уровня моря до 1000 м в разных лесных сообществах, включая пальмовые саванны. Встречается на многих различных субстратах, включая известняк, серпентиниты и песчаные пляжи.

## Синонимы
- Bignonia leucoxylon L. (1753)
- Bignonia pentaphylla L. (1763), nom. superfl.
- Handroanthus pentaphyllus Mattos (1970), nom. superfl.
- Leucoxylon acuminata Raf. (1838)
- Leucoxylon riparia Raf. (1838)
- Raputia heterophylla DC. (1822)basionym
- Tabebuia arenicola Britton (1915)
- Tabebuia beyeri Urb. & Ekman (1925)
- Tabebuia brigandina Urb. & Ekman (1929)
- Tabebuia camagueyensis Britton & P.Wilson (1920)
- Tabebuia capotei Borhidi (1980)
- Tabebuia curtissii Britton (1915)
- Tabebuia dictyophylla Urb. (1925)
- Tabebuia geronensis Britton (1915)
- Tabebuia gonavensis Urb. (1922)
- Tabebuia leptopoda Urb. (1922)
- Tabebuia lindahlii Urb. & Ekman (1927)
- Tabebuia lucida Britton (1915)
- Tabebuia pentaphylla Hemsl. (1882)
- Tabebuia riparia (Raf.) Sandwith (1955)
- Tabebuia triphylla DC. (1845)
- Tecoma eggersii Kraenzl. (1921)
- Tecoma pentaphylla Juss. (1845), nom. superfl.
- Tecoma triphylla Mart. ex DC. (1845), pro syn.